# Kykotsmovi Village
Kykotsmovi Village (hopi Kiqötsmovi) és una concentració de població designada pel cens dels Estats Units a l'estat d'Arizona. Segons el cens del 2000 tenia 776 habitants.

## Demografia
Segons el cens del 2000, Kykotsmovi Village tenia 776 habitants, 253 habitatges, i 184 famílies La densitat de població era de 17,8 habitants/km².
Dels 253 habitatges en un 32,8% hi vivien nens de menys de 18 anys, en un 41,9% hi vivien parelles casades, en un 23,7% dones solteres, i en un 26,9% no eren unitats familiars. En el 25,3% dels habitatges hi vivien persones soles el 10,3% de les quals corresponia a persones de 65 anys o més que vivien soles. El nombre mitjà de persones vivint en cada habitatge era de 3,07 i el nombre mitjà de persones que vivien en cada família era de 3,69.
Per edats la població es repartia de la següent manera: un 32,9% tenia menys de 18 anys, un 9,3% entre 18 i 24, un 24,6% entre 25 i 44, un 22,2% de 45 a 60 i un 11,1% 65 anys o més.
L'edat mediana era de 32 anys. Per cada 100 dones de 18 o més anys hi havia 94,4 homes.
La renda mediana per habitatge era de 23.750 $ i la renda mediana per família de 30.729 $. Els homes tenien una renda mediana de 21.964 $ mentre que les dones 20.972 $. La renda per capita de la població era de 9.067 $. Aproximadament el 24% de les famílies i el 24,8% de la població estaven per davall del llindar de pobresa.

## Poblacions més properes
El següent diagrama mostra les poblacions més properes.